# Großkarolinenfeld
Großkarolinenfeld è un comune tedesco di 7 484 abitanti, situato nel land della Baviera.